# Heterohelicinae
Heterohelicinae es una subfamilia de foraminíferos planctónicos de la familia Heterohelicidae, de la superfamilia Heterohelicoidea, del suborden Globigerinina y del orden Globigerinida. Su rango cronoestratigráfico abarca desde el Santoniense hasta el Campaniense (Cretácico superior).

## Discusión
Clasificaciones posteriores han incluido Heterohelicinae en el orden Heterohelicida.

## Clasificación
Heterohelicinae incluye a los siguientes géneros:
- Fleisherites †
- Hartella †
- Hendersonia †
- Heterohelix †
- Laeviheterohelix †
- Lunatriella †
- Paraspiroplecta †
- Planoglobulina †
- Pseudoplanoglobulina †
- Pseudotextularia †
- Racemiguembelina †
- Steineckia †
- Ventilabrella †

Otros géneros considerados en Heterohelicinae son:
- Bronnibrownia †, aceptado como Pseudotextularia
- Bronnimannella †, aceptado como Pseudotextularia
- Eoheterohelix †
- Globoheterohelix †
- Guembelina †, considerado sinónimo posterior de Spiroplecta, y este a su vez de Heterohelix
- Gümbelia †, aceptado como Guembelina
- Parasigalia †
- Platystaphyla †, aceptado como Planoglobulina
- Praegublerina †
- Protoheterohelix †
- Planoheterohelix †
- Spiroplecta †, considerado sinónimo de Heterohelix
- Striataella †, considerado sinónimo de Heterohelix
- Tectoglobigerina †
- Tesseraella †, considerado sinónimo posterior de Spiroplecta, y este a su vez de Heterohelix